# Костёл Святого Иоанна Крестителя (Миколаевщина)
Костёл Иоанна Крестителя — утерянный католический храм в бывшем местечке Миколаевщина Столбцовского района Минской области, памятник деревянного зодчества XVII века.
Он был построен на средства государственного и военного деятеля Великого княжества Литовского Александра Людвика Радзивилла. Он действовал до 1866 года, когда был закрыт царскими властями и вскоре снесён для строительства Никольской церкви.

## История
Церковь упоминается как первая церковь, построенная на Николаевщине, согласно описи Несвижского ординаций, датированной 1628 годом. Скорее всего, она была деревянной и требовала реставрации, поэтому в 1652 году тогдашний владелец местечка Александр Людвик Радзивилл заложил новую деревянную (по некоторым сведениям, кирпичную) костёл, освященную в честь Иоанна Крестителя. Он приписал храму 6 волоков земли и пожертвовал на церковь деньги в сумме, эквивалентной 300 рублям (в ценах 1889 г.).
По данным 1784 года храм был центром прихода, входил в состав Новогрудского деканата Минской диоцеза. В 1812 году здание было реконструировано. В 1830 году церковь отмечена как «пахілены ад старасці», с четырьмя престолами. В 1863 году насчитывалось 600 прихожан.
В результате восстания 1863—1864 годов храм был закрыт, а прихожане обращены в православие. В отчете об обращении жителей Миколаевщины в православие, составленном священником Петром Трусковским, подчеркивается, что город находится среди католического населения, церковь в нём «деревянная, крепкая, построенная с алтарем к восточная, приятная снаружи, с двумя куполами, достойная превращения в православный храм» Несмотря на это, в 1868 году старую церковь разобрали и на её месте началось строительство Свято-Николаевского храма, которое было завершено в 1876 году. Священник храма Войцех Стецкий (рукоположен в 1848 году) был командирован на Урал, откуда, по сведениям 1889 г., он так и не вернулся.
В межвоенный период, когда Миколаевщина входила в состав Польши, возродился католический приход, но действовала только Николаевская церковь.

## Архитектура
Церковь Иоанна Крестителя — памятник деревянного зодчества. Это было прямоугольное здание с двумя куполами. В описи 1653 года указаны его древнейшие многоугольные строения и алтари с иконами «Распятие» и «Благовещение», а также скульптуры св. Георгия, Иакова, Станислава и Казимира. Всего в церкви было четыре престола.

## Церковные метрики
Сохранились церковные метрики, написанные на латыни, на основании которых уточнено восхваление народного поэта Беларуси Якуба Коласа, уроженца местечка. Знаменитый прапрадед Константина Мицкевича — Лявон Мицкевич (похоронен в возрасте 41 года на Николаевском приходском кладбище 18 сентября 1797 г.), прадед Николай Мицкевич (род. 29 апреля 1790 г., прожил 51 год), а также известны имена бабушки Коласа по отцовской линии (Домна, ок. 1796 г.), её сына, деда Коласа (Казимир Мицкевич, 1821 г.р.), его жены Анны Белы, также 1821 г.р. От их брака, состоявшегося 14 июля 1840 года, родился Михась Мицкевич — отец Якуба Коласа.
Прапрадедом по материнской линии был Игнатий Лесик, у которого 2 марта 1791 года родился сын Иосиф (прадед Коласа). Был дважды женат: первый раз на Эльжбете (умерла в 1823 г.), второй раз на Домыцеле Головачанке. Юрий, сын от второго брака, женился на Кристине Лесик 8 сентября 1857 года, о чём свидетельствуют записи Никольской церкви за 1849—1862 годы. Анна Мицкевич, дочь Юрия и Кристины Лесиков, мать Якуба Коласа.